# 大島村神浦

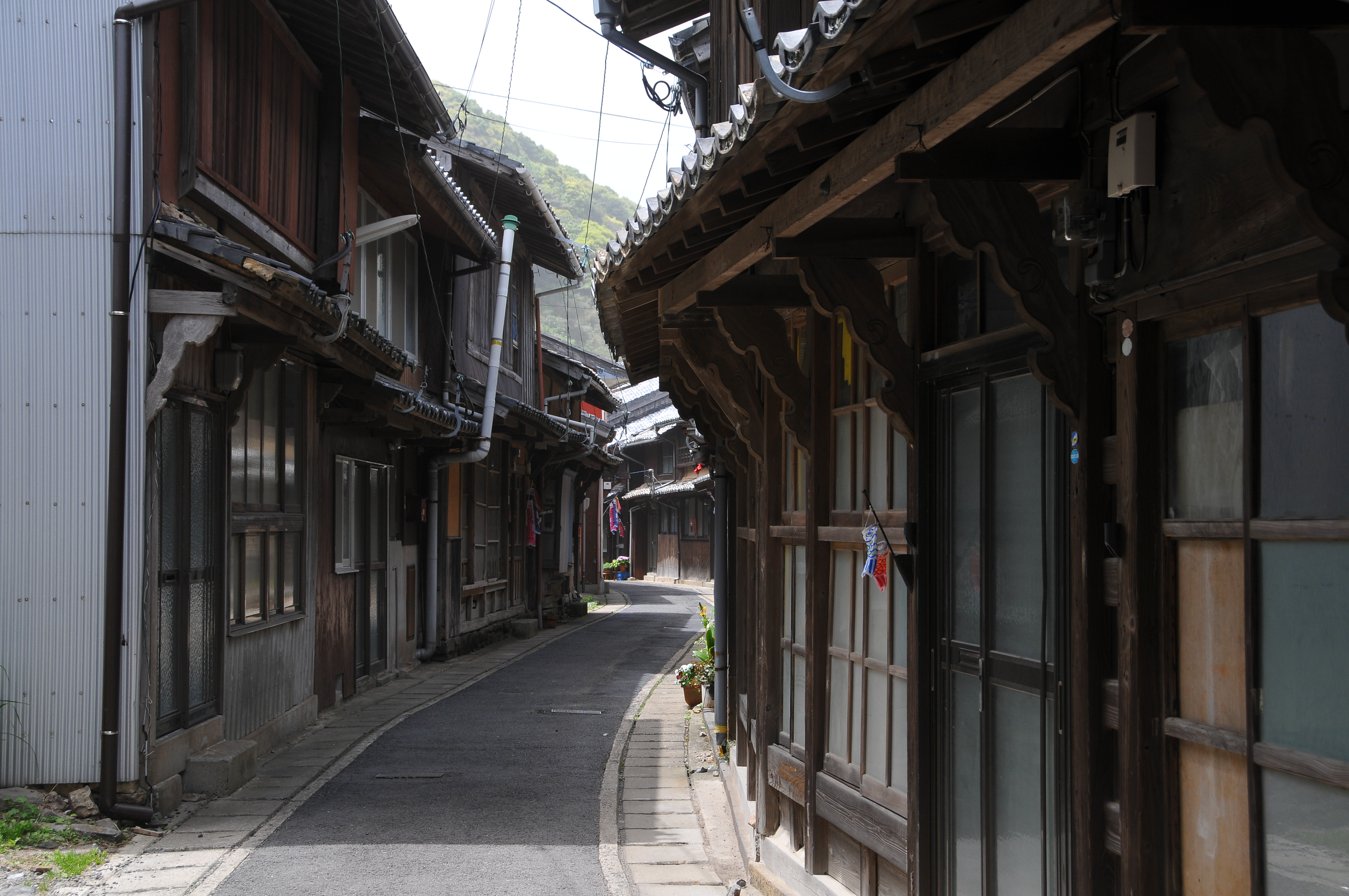
大島村神浦の集落

大島村神浦（おおしまむらこうのうら）は、長崎県平戸市大島村にある重要伝統的建造物群保存地区として選定されている地域の名称。

## 歴史

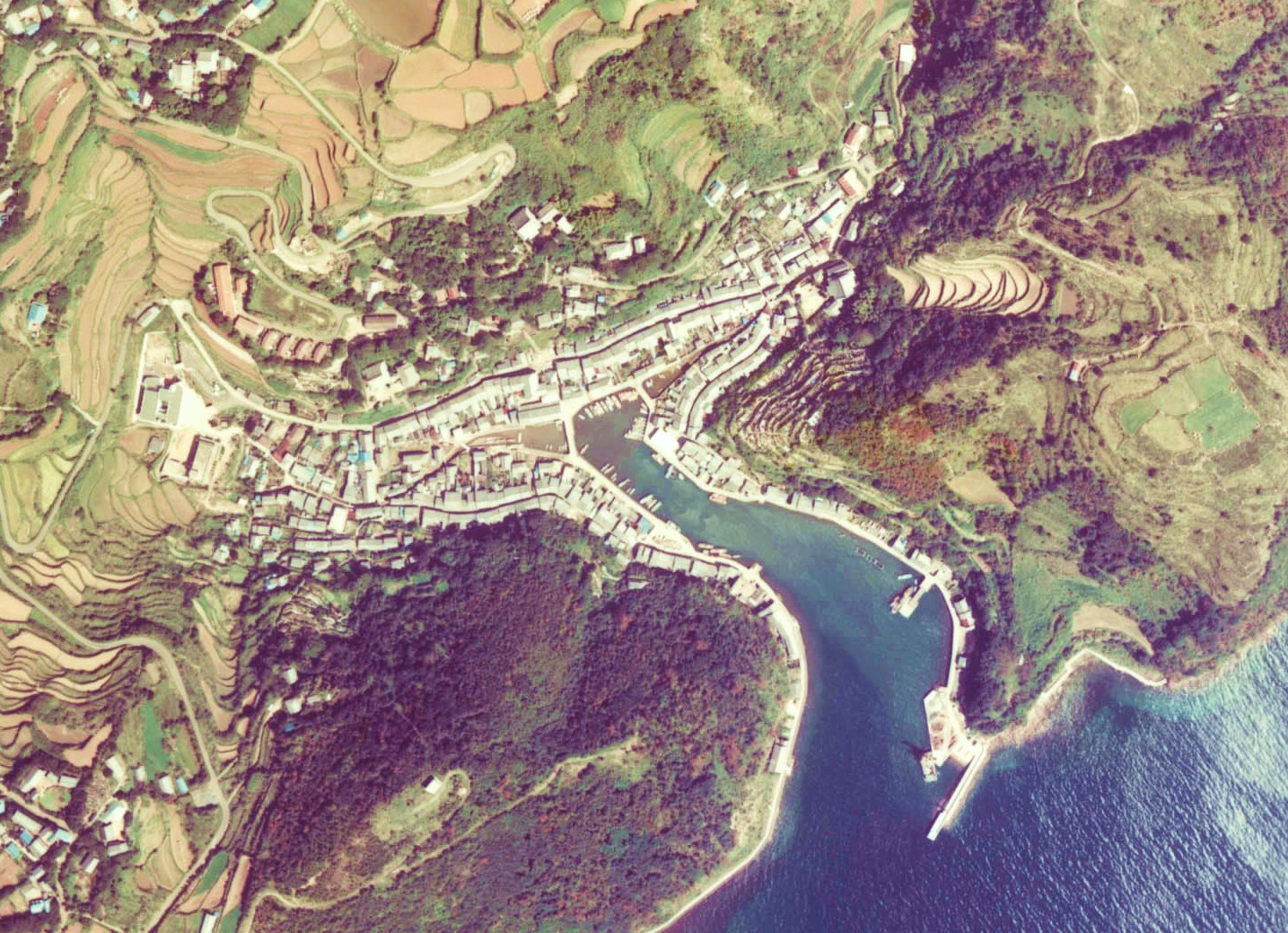
神浦地区の空中写真。（1977年撮影）深い入江の奥に家屋が密集する。

平戸島から約15km離れた北方海上にある的山大島（あづちおおしま）は室町時代の遣明船寄港地として知られ、江戸時代には平戸藩松浦氏の支配下にあった。神浦地区の町並みは島の南東部に彎入する神浦湾の奥にあり、江戸時代前期の寛文年間（1661年 - 1673年）に、当時平戸藩から政務役として大島支配を任されていた井元氏第3代当主義信が鯨組を興し、当地に捕鯨のための組網工場等を整備したころから発展が始まった。鯨組は享保年間（1716年 - 1736年）に廃業したが、その後跡地に町家が新たに建築され、現在につながる町並みが形作られていった。
現在まで大きな火災等の災害や戦災等を被ることがなく、江戸時代当時の港町の情景が現在までよく伝えられていることが評価され、2008年（平成20年）6月9日に重要伝統的建造物群保存地区として選定されるに至った。

## 選定区域
神浦の町並みと神浦湾を取り巻く一帯が選定されており、面積は約21.19ヘクタール。平戸市大島村神浦の全域及び大島村前平の一部にあたる。

## 特徴
細長く貫入する神浦湾とそこに流入する東流川・西流川沿いに町並みが形成されている。地区内には幅3m程度のやや狭い街路が通っており、その両側に町家が建ち並ぶ。古い建物は江戸中期から残っているものもある。多くは切妻造りで桟瓦葺、腕木庇がつけられている。山に囲まれた湾の奥部に集落が作られた関係から街路が屈曲し、さらにその街路に合わせるため上から見ると台形状をなす家屋が多い。